# Comboio militar

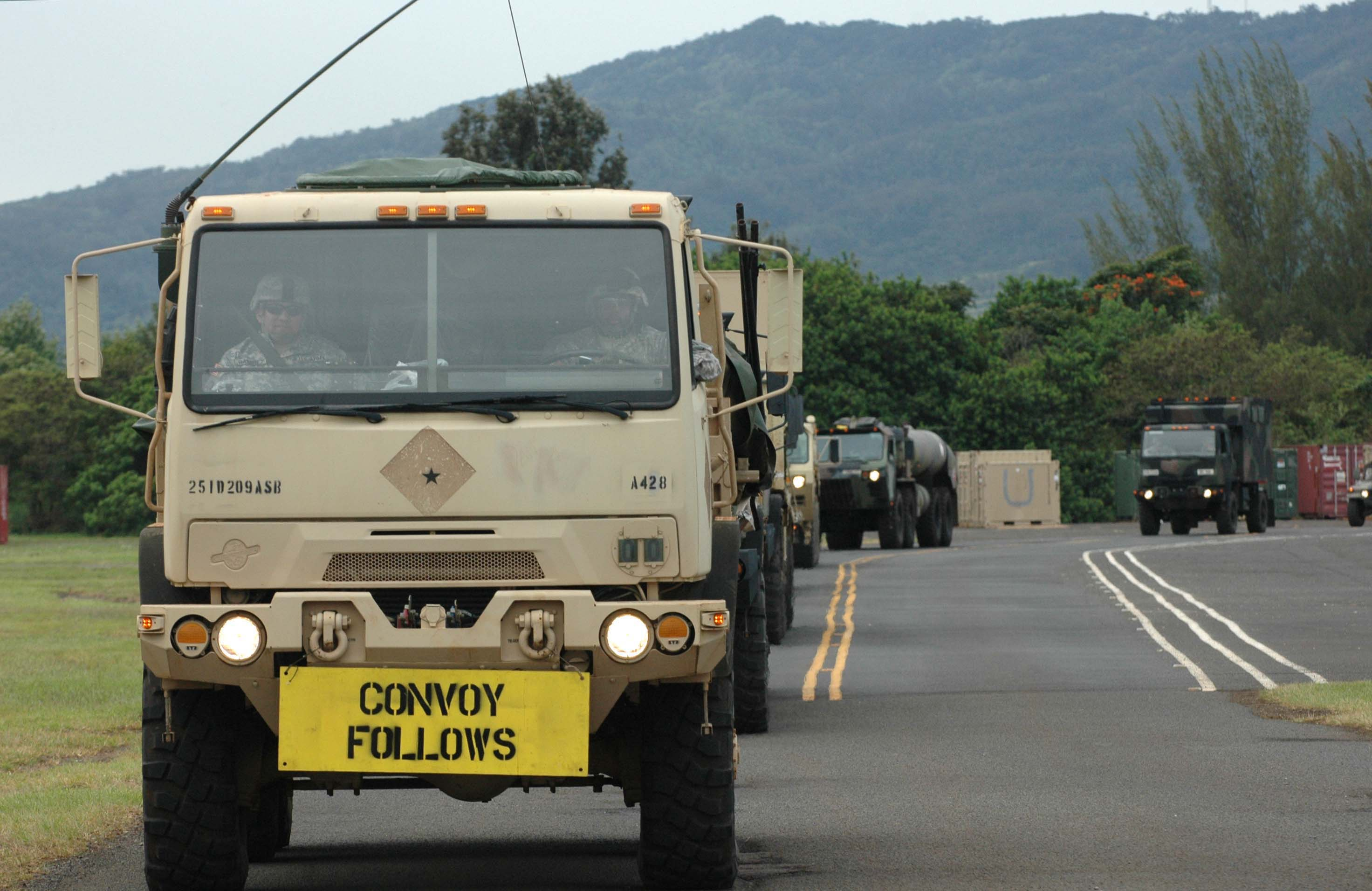
Caminhões militares dos Estados Unidos em comboio.

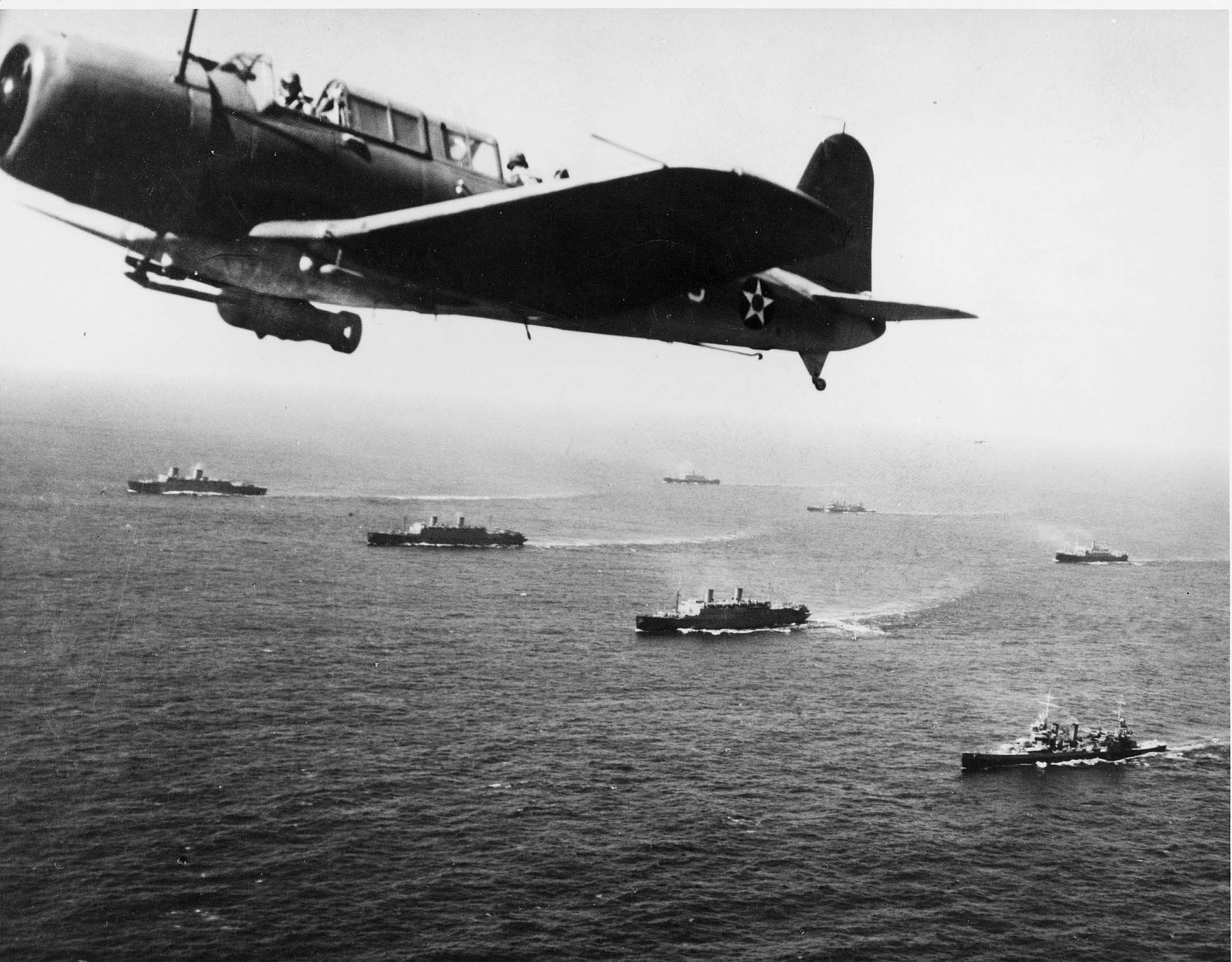
Um comboio de navios mercantes protegidas por aviões em rota para Cidade do Cabo durante a Segunda Guerra Mundial.

Um comboio militar é um grupo de veículos, normalmente veículos motorizados ou navios, que viajam em conjunto numa mesma rota e velocidade (geralmente em formação específica) para o apoio e proteção mútua. Frequentemente, o comboio é organizado com apoio militar, ou seja, sob proteção de escolta. Também pode ser utilizado em sentido civil para além do exercer de funções militares, como por exemplo, em situações de transporte através de áreas remotas. A segurança é a principal razão para a organização de comboios.